# Disparomitus simplex
Disparomitus simplex is een insect uit de familie van de vlinderhaften (Ascalaphidae), die tot de orde netvleugeligen (Neuroptera) behoort. 
Disparomitus simplex is voor het eerst wetenschappelijk beschreven door Kimmins in 1950.